# Historia de Tlaxcala
Historia de Tlaxcala (in italiano "Storia di Tlaxcala") è un codice illustrato scritto da Diego Muñoz Camargo negli anni che portarono al 1585. Noto anche come Lienzo Tlaxcala, questo manoscritto racconta la storia religiosa, culturale e militare del popolo di Tlaxcalteca, focalizzandosi in particolare sugli aspetti seguenti alla conquista spagnola.    
L'Historia di Tlaxcala si divide in tre sezioni:
- "Relaciones Geográficas" o "Descripción de la ciudad y provincia de Tlaxcala": un testo in spagnolo scritto da Camargo tra il 1581 ed il 1584 in risposta al questionario Relaciones Geográfica emanato da Filippo II di Spagna.
- "Calendario Tlaxcala": ampia sezione illustrata con didascalie in spagnolo e nahuatl.
- "Codice Tlaxcala": ampia sezione illustrata illustrata con didascalie in spagnolo e nahuatl.

Attualmente l'originale dell'Historia di Tlaxcala si trova presso l'Università di Glasgow.